# Fanny Sanín

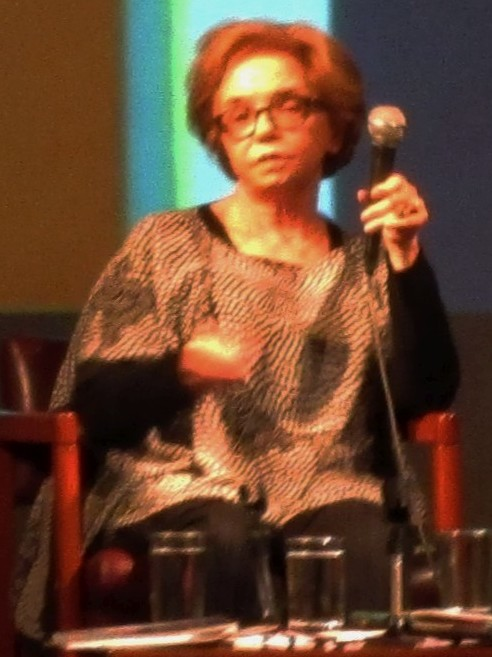
La autora en el Auditorio Teresa Cuervo Borda, Museo Nacional de Colombia.

Fanny Sanín Sader (1938) es una artista colombiana de Bogotá quién reside en la ciudad de Nueva York.

## Biografía
Hija de Gabriel Sanín Tobón y Fanny Sader Guerra, es conocida por sus pinturas de formas geométricas abstractas y colores. Es considerada ser parte de la segunda generación de artistas abstractos de Colombia.
Recibió un Honoris Causa de Magíster en Artes por la Universidad de Antioquia en febrero de 2015.

## Educación y formación
En 1960, se graduó con una maestría de Bellas artes por la Universidad de Los Andes. Continuó sus estudios en las áreas de grabado y diseño gráfico e historia de arte en la Universidad de Illinois. Mientras que estaba viviendo en Londres en los fines de la década 1960, estudió grabado en la Chelsea Escuela de Arte.

## Influencias
Influencias que ha citado incluyen Ellsworth Kelly, Wassily Kandinsky, y Henri Matisse.

## Premios
- 1993 Colombia Award in Art
- 2006 Premio Colombia Exterior a la Excelencia

## Exposiciones
En 1993 su pintura, Núm. Acrílico 6, fue añadido a la colección Permanente del Art Museum of the Americas. Algunos de sus otros trabajos han sido añadidos a las colecciones permanentes del Museo de Arte de la Universidad Nacional de Colombia, Museo de Arte Abstracto Manuel Felguérez (2003), Museo del Barrio de Nueva York (2011), Museo Nacional de Mujeres en las Artes (2011), Museo La Tertulia (2013), y el Museo Nacional de Colombia (2015).
Entre las exposiciones provisionales en que ha participado son el Pinta Espectáculo de Arte (2007) y el Abstracción y Constructivismo: Continuidad y ruptura de la modernidad Latinoamericana (2015) del Durban Segnini Galería .